# فلورنسا كارليل
فلورنسا كارليل هي رسامة كندية، ولدت في 1864 في أونتاريو في كندا، وتوفيت في 2 مايو 1923 في شرق ساسكس في المملكة المتحدة.